# Agrilus nigricans
Agrilus nigricans är en skalbaggsart som beskrevs av Hippolyte Louis Gory 1841. Agrilus nigricans ingår i släktet Agrilus och familjen praktbaggar. Inga underarter finns listade i Catalogue of Life.